# Zuytpeene
Zuytpeene é uma comuna francesa na região administrativa de Altos da França, no departamento do Norte. Estende-se por uma área de 11.8 km². Em 2010 a comuna tinha 533 habitantes (densidade: 45,2 hab./km²).